# Liebling (Timiș)
Pour les articles homonymes, voir Liebling.
Liebling (en hongrois : Liebling ou Kedvenc, en allemand : Liebling) est une commune du județ de Timiș en Roumanie.